# Servance-Miellin
Servance-Miellin ist eine französische Gemeinde mit 764 Einwohnern (Stand: 1. Januar 2022) im Département Haute-Saône in der Region Bourgogne-Franche-Comté. Sie entstand durch ein Dekret vom 26. September 2016 als Commune nouvelle mit Wirkung vom 1. Januar 2017, indem Servance und Miellin zusammengelegt wurden, die seither Communes déléguées sind. Der Verwaltungssitz befindet sich in Servance. Die Bewohner von Servance werden Serançois und Serançoises, die von Miellin werden Miellinois und Miellinoises genannt.
Die Gemeinde erhielt 2022 die Auszeichnung „Zwei Blumen“, die vom Conseil national des villes et villages fleuris (CNVVF) im Rahmen des jährlichen Wettbewerbs der blumengeschmückten Städte und Dörfer verliehen wird.
Servance-Miellin grenzt im Norden an Beulotte-Saint-Laurent, Ramonchamp und Haut-du-Them-Château-Lambert, im Osten an Plancher-les-Mines und Belfahy, im Süden an Fresse und Ternuay-Melay-et-Saint-Hilaire sowie im Westen an Faucogney-et-la-Mer und Esmoulières. Das Gemeindegebiet wird vom Fluss Ognon durchquert, an der nördlichen Gemeindegrenze verläuft der Beuletin.

## Gliederung

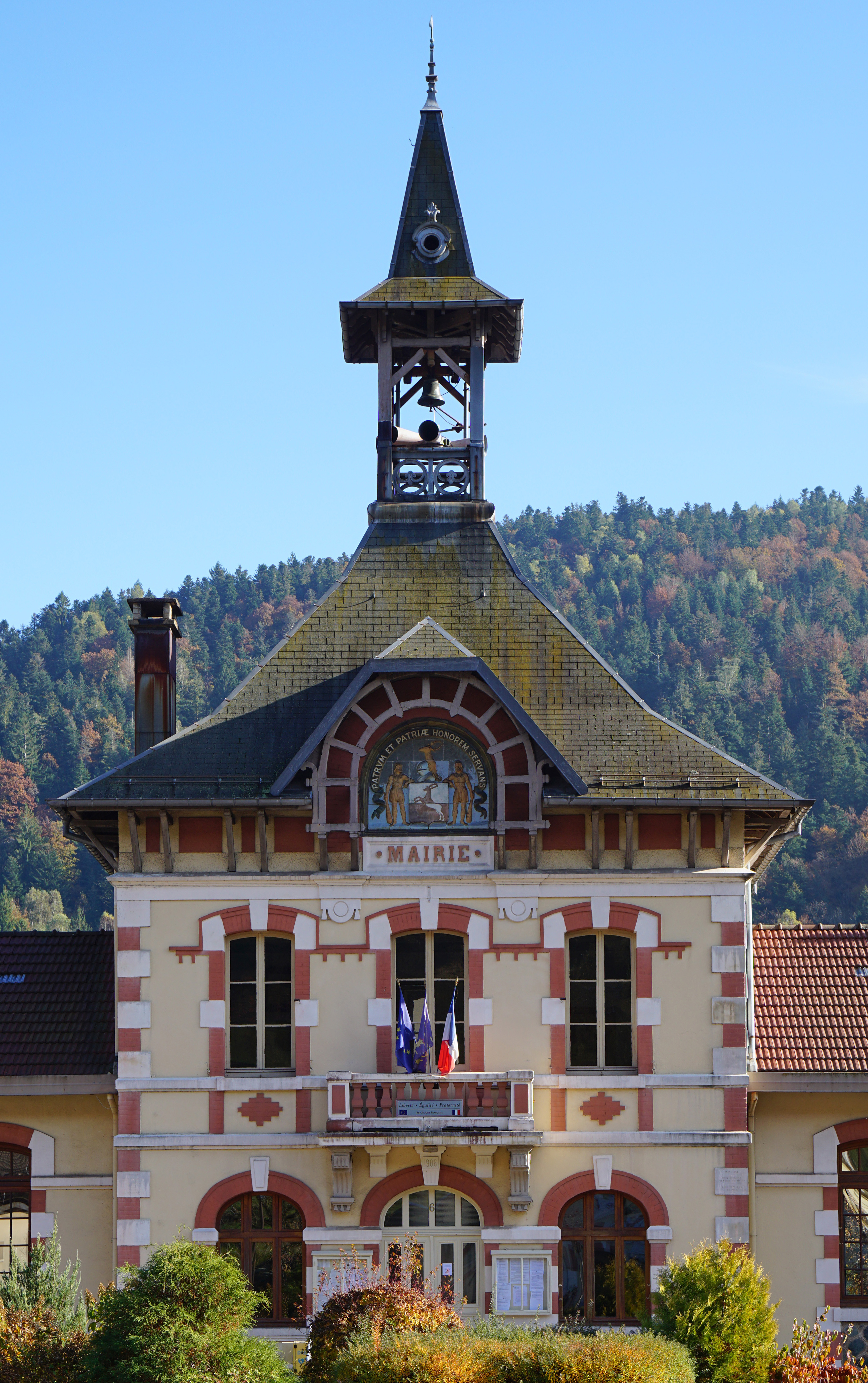
Mairie Servance-Miellin

| Ortsteil                     | ehemaliger INSEE-Code | Fläche (km²) | Einwohnerzahl (2022) |
| ---------------------------- | --------------------- | ------------ | -------------------- |
| Miellin                      | 70345                 | 13,36        | 062                  |
| Servance (Verwaltungssitz)00 | 70489                 | 39,24        | 702                  |